# Waiting for Columbus
Waiting for Columbus è il primo album dal vivo del gruppo musicale statunitense Little Feat, pubblicato nel 1978.

## Tracce
Side 1
1. Join the Band (Traditional) – 1:50
2. Fat Man in the Bathtub (George) – 4:50
3. All That You Dream (Barrère, Payne) – 4:25
4. Oh Atlanta (Payne) – 4:09
5. Old Folks' Boogie (Barrère, Gabriel Barrère) – 4:22

Side 2
1. Time Loves a Hero (Barrère, Gradney, Payne) – 4:20
2. Day or Night (Payne, Fran Tate) – 5:23
3. Mercenary Territory (George, Hayward) – 4:27
4. Spanish Moon (George) – 4:49

Side 3
1. Dixie Chicken (George, Martin Kibbee) – 9:00
2. Tripe Face Boogie (Hayward, Payne) – 7:02
3. Rocket in My Pocket (George) – 3:42

Side 4
1. Willin' (George) – 4:42
2. Don't Bogart That Joint (E. Ingber, L. Wagner) – 0:57
3. A Apolitical Blues (George) – 3:41
4. Sailin' Shoes (George) – 6:18
5. Feats Don't Fail Me Now (Barrère, George, Kibbee) – 5:17

## Formazione
- Paul Barrère – chitarra, voce
- Sam Clayton – congas, voce
- Lowell George – voce, chitarra
- Kenny Gradney – basso
- Richard Hayward – batteria, voce
- Bill Payne – tastiera, sintetizzatore, voce
- Mick Taylor – chitarra, slide guitar (A Apolitical Blues)
- Michael McDonald – cori (Red Streamliner)
- Patrick Simmons – cori (Red Streamliner)

- Tower of Power:
  - Emilio Castillo – sassofono tenore
  - Greg Adams – tromba
  - Lenny Pickett – sassofono alto, sassofono tenore, clarinetto (Dixie Chicken)
  - Stephen "Doc" Kupka – sassofono baritono
  - Mic Gillette – trombone, tromba